# Echinopodium armatum
Echinopodium armatum är en tvåvingeart som beskrevs av Duret 1976. Echinopodium armatum ingår i släktet Echinopodium och familjen svampmyggor. Inga underarter finns listade i Catalogue of Life.